# Elachista maculicerusella
Elachista maculicerusella là một loài bướm đêm thuộc họ Elachistidae. Loài này có ở châu Âu.

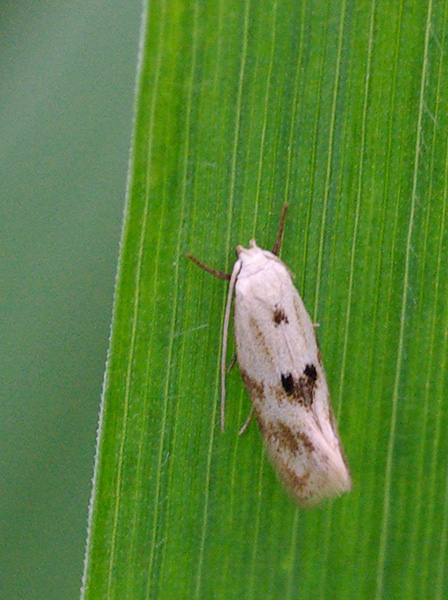

Sải cánh dài 10–12 mm. The moth gặp ở tháng 5 đến tháng 8 tùy theo địa điểm.
The larvae mines the stems of Phalaris arundiacea, Phragmites australis và other grasses on occasion.

## Hình ảnh

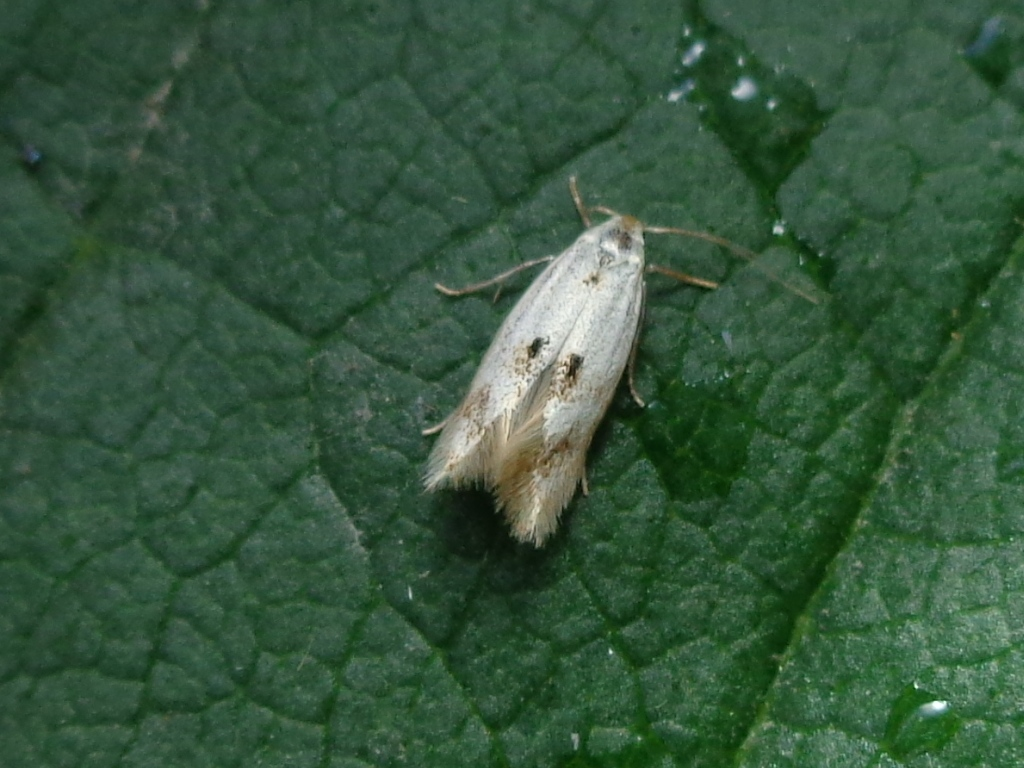
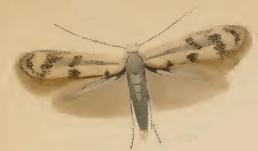
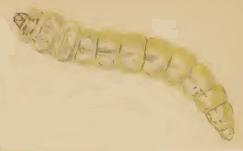
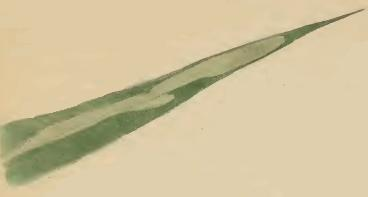